# Murchison (cráter)

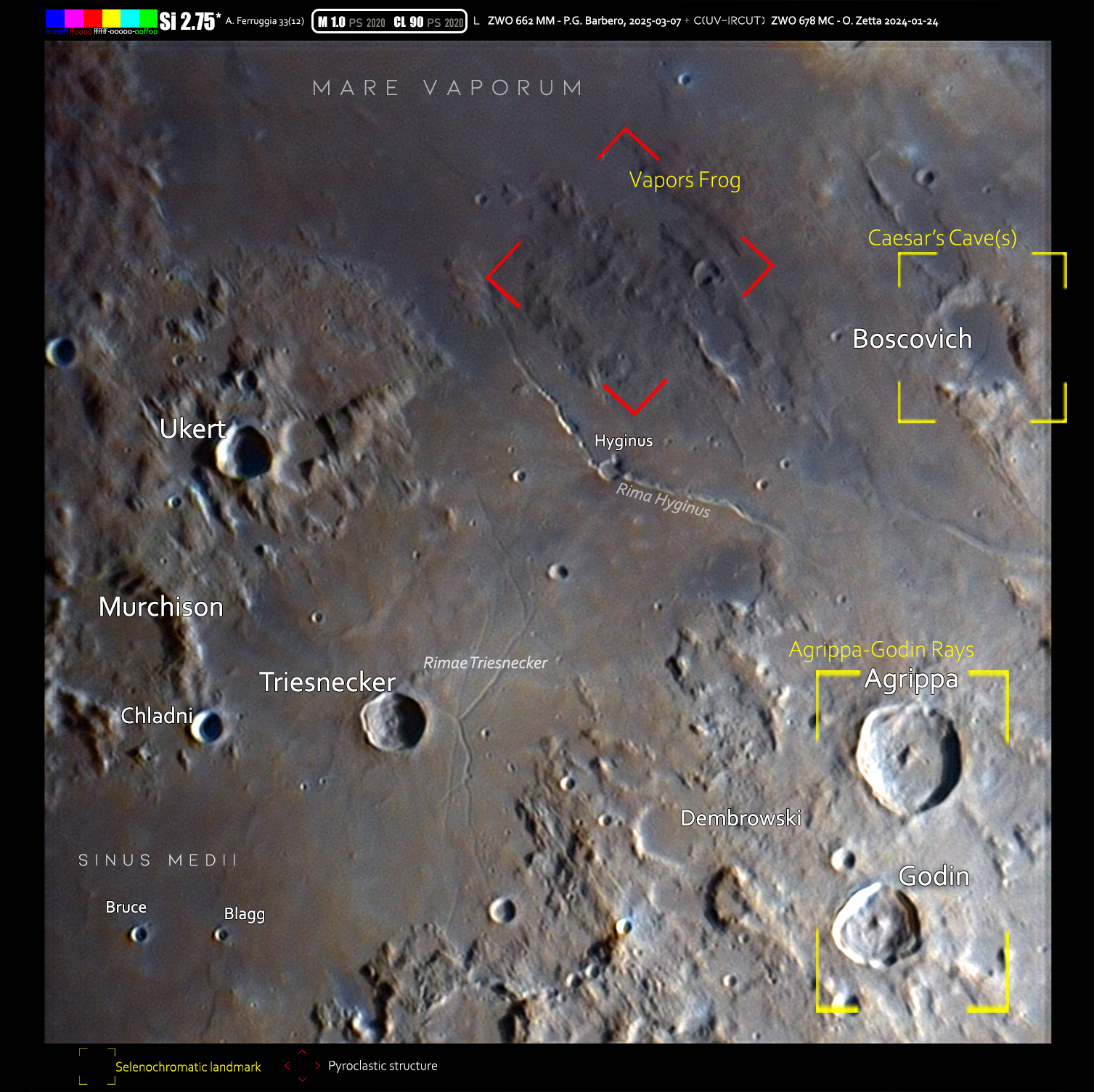
Área del cràter (izquierda) en formato selenocromático

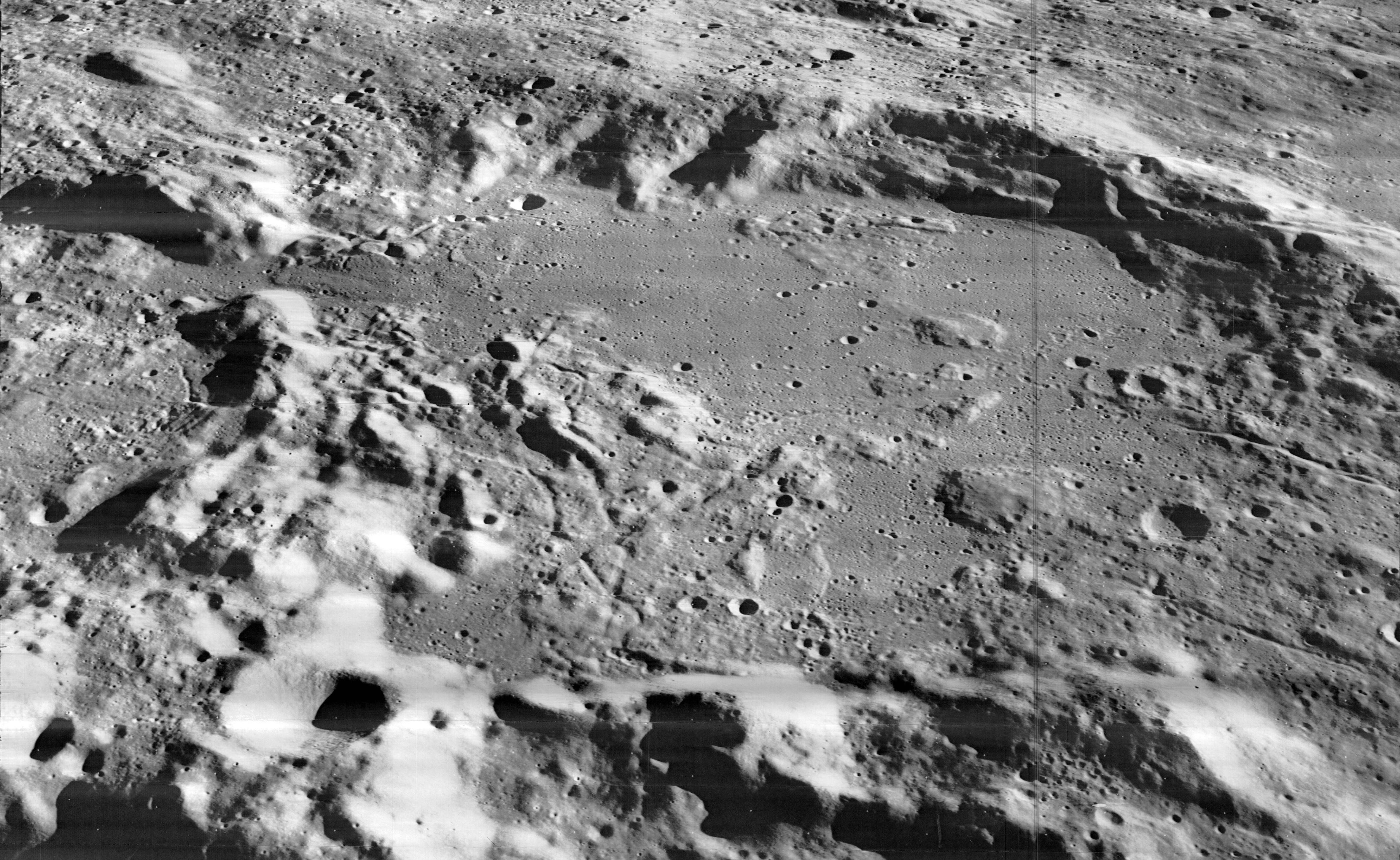
Vista oblicua desde el Lunar Orbiter 3

Murchison es un Cráter de impacto lunar situado en el extremo norte del Sinus Medii, nombrado en honor del geólogo Roderick Murchison. Comparte una sección de borde con el cráter Pallas. Al sureste, en el interior del mare, se halla el cráter circular Chladni, y al noreste aparece Ukert. Más al este se encuentra el prominente Triesnecker. Murchison se halla a horcajadas sobre la línea cenital lunar, es decir, la longitud de inicio del sistema de coordenadas selenográficas. Desde este punto la Tierra aparecería casi directamente en la vertical del lugar.
La pared de Murchison está muy desgastada y ha desaparecido completamente en una amplia brecha al sureste. El borde está más intacto en la parte noreste del cráter, pero incluso allí es indentado e irregular. Solo queda un reborde del brocal compartido por Pallas y Murchison, con huecos hacia el norte y el sur. Una cresta baja de la pared del este corre al sur para ensamblarse con el borde de Chladni. El suelo del cráter ha sido inundado por la lava, y se une al Sinus Medii a través de la amplia brecha en la pared sureste.

## Cráteres satélite
Por convención estos elementos son identificados en los mapas lunares poniendo la letra en el lado del punto medio del cráter que está más cercano a Murchison.
|           | \| Murchison \| Coordenadas \| Diámetro \| \| --------- \| ------------------------ \| -------- \| \| T \| 4°24′N 0°06′E / 4.4, 0.1 \| 3 km \| |          |
| Murchison | Coordenadas | Diámetro |
| T         | 4°24′N 0°06′E / 4.4, 0.1 | 3 km     |